# Trail (Canada)
Pour les articles homonymes, voir Trail.
Trail est une cité (city) canadienne de la Colombie-Britannique située dans le district régional de Kootenay Boundary.

## Situation et climat
La cité de Trail, s'étendant sur une superficie de 34,78 km2, est située en bordure de la Columbia River, à environ dix kilomètres au nord de la frontière canado-américaine. Cette section de la Columbia River coule dans une vallée encadrée par les montagnes Monashee à l'ouest et la chaîne Selkirk à l'est. La rivière s'écoule en provenance de Castlegar qui est situé au nord, puis son cours s'oriente vers l'est, au niveau du centre-ville de Trail, et rejoint à Waneta la frontière des États-Unis.
Les étés sont généralement chauds et secs, avec une température moyenne de 35°. Les orages, provenant du sud, sont fréquents vers la fin du printemps et en été. En automne, on peut observer un dense brouillard visible à l'aurore, dû à une inversion des masses d'air frais. Les hivers sont doux du fait de la situation de la ville en fond de vallée, l'enneigement y étant nettement inférieur à celui des villages voisins de Warfield (en) et Fruitvale (en), situés pour leur part au sommet des montagnes.

## Démographie
| 2001  | 2006  | 2011  | 2016  |
| ----- | ----- | ----- | ----- |
| 7 575 | 7 237 | 7 681 | 7 709 |

## Personnalités marquantes
Plusieurs personnalités originaires de Trail ou y ayant résidé ont acquis une notoriété dans divers domaines. La ville leur a consacré en 1996 le Home of Champions, musée visant à perpétuer leur souvenir.

Voici quelques noms des personnalités en question :
- Ivar Fosheim (1863-1944), explorateur norvégien, mort à Trail.
- Jason Bay, joueur de baseball de la Major League Baseball (MLB).
- Lauren Bay, joueuse de softball et membre de l'équipe nationale de softball du Canada.
- Adam Deadmarsh, joueur de hockey sur glace de la Ligue nationale de hockey (LNH) ayant remporté la Coupe Stanley en 1996 avec l'Avalanche du Colorado.
- Butch Deadmarsh, joueur de hockey sur glace de la LNH.
- Dallas Drake, joueur de hockey sur glace de la LNH.
- Ray Ferraro, joueur de hockey sur glace de la LNH.
- Bruno Freschi, architecte de l'Exposition universelle de 1986 qui eut lieu à Vancouver.
- Ken Georgetti, actuel président du congrès canadien du travail.
- Robert Hampton Gray, un des derniers soldats canadiens à avoir péri lors de la Seconde Guerre mondiale et la dernière personne à avoir reçu la croix de Victoria.
- Tom Harrison, joueur de baseball de la MLB.
- Shawn Horcoff, joueur de hockey sur glace de la LNH.
- Barret Jackman, joueur de hockey sur glace de la LNH.
- Richard Kromm, joueur de hockey sur glace de la LNH.
- Kerrin Lee-Gartner, skieuse membre de l'équipe nationale du Canada et médaillée d'or lors des jeux olympiques d'hiver de 1992.
- Cesare Maniago, joueur de hockey sur glace de la LNH.
- Steve McCarthy, joueur de hockey sur glace de la LNH.
- Steve Tambellini, joueur de hockey sur glace de la LNH.
- Kathleen Heddle (1965-2021), triple championne olympique d'aviron.